# شيلبي (مسيسيبي)
شيلبي (بالإنجليزية: Shelby, Mississippi)‏ هي مدينة تقع في الولايات المتحدة في مقاطعة بوليفار.  يقدر عدد سكانها بـ 2,229 نسمة ومساحتها 7.10 كم2  وترتفع عن سطح البحر 47 متر.

## التركيبة السكانية
حدّد مكتب تعداد الولايات المتحدة بيانات التركيبة السكانية لشيلبي في تعداد الولايات المتحدة. في ما يلي، التركيبة السكانية حسب تعدادي 2000 و2010.

### تعداد عام 2000
بلغ عدد سكان شيلبي 2,926 نسمة بحسب تعداد عام 2000، وبلغ عدد الأسر 919 أسرة وعدد العائلات 677 عائلة مقيمة في المدينة. في حين سجلت الكثافة السكانية 412.1 نسمة لكل كيلومتر مربع (1,067.3/ميل2). وبلغ عدد الوحدات السكنية 963 وحدة بمتوسط كثافة قدره 135.6 لكل كيلومتر مربع (351.2/ميل2).
وتوزع التركيب العرقي للمدينة بنسبة 7.93% من البيض و91.08% من الأمريكيين الأفارقة و0.07% من الأمريكيين الأصليين و0.10% من الأمريكيين ذوي الأصول الآسيوية و0.38% من الأعراق الأخرى و0.44% من عرقين مختلطين أو أكثر و0.99% من الهسبانيون أو اللاتينيون من أي عرق.
بلغ عدد الأسر 919 أسرة كانت نسبة 53.3% منها لديها أطفال تحت سن الثامنة عشر تعيش معهم، وبلغت نسبة الأزواج القاطنين مع بعضهم البعض 26.3% من أصل المجموع الكلي للأسر، ونسبة 41.7% من الأسر كان لديها معيلات من الإناث دون وجود شريك،  بينما كانت نسبة 5.7% من الأسر لديها معيلون من الذكور دون وجود شريكة وكانت نسبة 26.3% من غير العائلات. تألفت نسبة 23.1% من أصل جميع الأسر من عدة أفراد يعيشون في نفس المنزل ونسبة 10% كانت تتألف من شخص يعيش بمفرده يبلغ من العمر 65 عاماً أو أكثر. وبلغ متوسط حجم الأسرة المعيشية 3.07، أما متوسط حجم العائلات فبلغ 3.60.
بلغ العمر الوسطي للسكان 27.0 عاماً. وكانت نسبة 37.5% من القاطنين تحت سن الثامنة عشر، وكانت نسبة 9.8% بين الثامنة عشر والرابعة والعشرين عاماً، ونسبة 24.4% كانت واقعةً في الفئة العمرية ما بين الخامسة والعشرين والرابعة والأربعين عاماً، ونسبة 15% كانت ما بين الخامسة والأربعين والرابعة والستين، ونسبة 9.6% كانت ضمن فئة الخامسة والستين عاماً فما فوق. يوجد لكل 100 أنثى 82.4 ذكر، ويوجد لكل 100 أنثى في الثامنة عشر من عمرها فما فوق 69.7 ذكر.
بلغ متوسط دخل الأسرة في المدينة 17,798 دولارًا، أما متوسط دخل العائلة فبلغ 20,368 دولارًا. وكان متوسط دخل الذكور 26,250 دولارًا مقابل 19,554 دولارًا للإناث. وسجل دخل الفرد الخاص بالمدينة 10,567 دولارًا. وكانت نسبة 39.9% من العائلات ونسبة 44.5% من السكان تحت خط الفقر، وكان من هؤلاء نسبة 56.8% تحت سن الثامنة عشر ونسبة 21.3% في الخامسة والستين من العمر وما فوق.

### تعداد عام 2010
بلغ عدد سكان شيلبي 2,229 نسمة بحسب تعداد عام 2010، وبلغ عدد الأسر 813 أسرة وعدد العائلات 576 عائلة مقيمة في المدينة. في حين سجلت الكثافة السكانية 313.9 نسمة لكل كيلومتر مربع (813.0/ميل2). وبلغ عدد الوحدات السكنية 887 وحدة بمتوسط كثافة قدره 124.9 لكل كيلومتر مربع (323.5/ميل2).
وتوزع التركيب العرقي للمدينة بنسبة 4.71% من البيض و94.80% من الأمريكيين الأفارقة و0.04% من الأمريكيين الأصليين و0.27% من الأعراق الأخرى و0.18% من عرقين مختلطين أو أكثر و0.76% من الهسبانيون أو اللاتينيون من أي عرق.
بلغ عدد الأسر 813 أسرة كانت نسبة 44.2% منها لديها أطفال تحت سن الثامنة عشر تعيش معهم، وبلغت نسبة الأزواج القاطنين مع بعضهم البعض 24.4% من أصل المجموع الكلي للأسر، ونسبة 42.1% من الأسر كان لديها معيلات من الإناث دون وجود شريك،  بينما كانت نسبة 4.4% من الأسر لديها معيلون من الذكور دون وجود شريكة وكانت نسبة 29.2% من غير العائلات. تألفت نسبة 25.6% من أصل جميع الأسر من عدة أفراد يعيشون في نفس المنزل ونسبة 7.6% كانت تتألف من شخص يعيش بمفرده يبلغ من العمر 65 عاماً أو أكثر. وبلغ متوسط حجم الأسرة المعيشية 2.74، أما متوسط حجم العائلات فبلغ 3.29.
بلغ العمر الوسطي للسكان 30.7 عاماً. وكانت نسبة 32.6% من القاطنين تحت سن الثامنة عشر، وكانت نسبة 9.8% بين الثامنة عشر والرابعة والعشرين عاماً، ونسبة 23.4% كانت واقعةً في الفئة العمرية ما بين الخامسة والعشرين والرابعة والأربعين عاماً، ونسبة 24.8% كانت ما بين الخامسة والأربعين والرابعة والستين، ونسبة 9.3% كانت ضمن فئة الخامسة والستين عاماً فما فوق. وتوزع التركيب الجنسي للسكان بنسبة 43.4% ذكور و56.6% إناث.

## أعلام
- جيرالد ويلسون
- دورست ديفيس
- هنري تاونسند